# Howard Winstone
Howard Winstone est un boxeur gallois né le 15 avril 1939 et mort le 30 septembre 2000 à Merthyr Tydfil.

## Biographie
Passé professionnel en 1959, il devient champion d'Angleterre des poids plumes en 1961 puis champion d'Europe EBU entre 1963 et 1967. Il remporte le titre vacant de champion du monde WBC de la catégorie lors de sa 4e tentative (après 3 défaites contre Vicente Saldivar) le 23 janvier 1968 en battant au 9e round Mitsunori Seki. Winstone cède sa ceinture dès le combat suivant contre José Legrá le 24 juillet 1968 et met ensuite un terme à sa carrière sur un bilan de 67 victoires et 6 défaites.